# Panique à la clinique
Panique à la clinique (The Hostile Hospital) est le huitième tome de la série Les Désastreuses Aventures des orphelins Baudelaire de Lemony Snicket.

## Résumé
Les Orphelins Baudelaires ont fui le village de V.D.C., ayant acquis malgré eux une réputation de criminels. Ils trouvent refuge dans l'épicerie de la Dernière Chance et réussissent à envoyer un télégramme à M. Poe, télégramme qui reste sans réponse. Lorsque l'épicier découvre qu'ils sont recherchés pour meurtre, les trois orphelins n'ont d'autre choix que de monter dans le camion des Volontaires pour Dérider les Convalescents, qui se révèlent n'avoir aucun rapport avec la mystérieuse organisation découverte par les Beauxdraps.
Ils arrivent finalement à la clinique Heimlich, qui a la particularité de n'avoir été construite qu'à moitié. Là, ils sont engagés pour travailler dans les archives de la clinique avec un vieil homme, Hal, dont la vue est très basse. Celui-ci leur dit avoir entendu parler d'eux dans un dossier concernant les incendies Snicket. Les orphelins continuent à travailler dans les archives, espérant mettre la main sur le dossier en question, et passent la nuit dans l'aile inachevée de la clinique.
Cependant, ils entendent un matin la voix du comte Olaf, qui se fait passer pour Mattathias, le nouveau D.R.H. de la clinique, qui se propose d'inspecter tous les services de l'établissement. Les orphelins doivent donc passer à l'action et restent aux archives pendant la nuit pour récupérer le dossier. Ils n'en trouvent que la page 13, qui leur apprend cependant qu'un de leurs parents pourrait avoir survécu à l'incendie. Ils sont à ce moment surpris par Esmé qui les poursuit à travers les archives, renversant les étagères. Seuls Klaus et Prunille parviennent à s'enfuir par un étroit conduit, leur sœur restant aux prises avec la fiancée du comte Olaf.
Le lendemain, les deux cadets se mettent à la recherche de Violette lorsqu'ils apprennent qu'une cervicalectomie va être pratiquée pour la première fois par les docteurs E. T. MacFool et E. Flocamot. Klaus découvre vite que ce sont là deux anagrammes du comte Olaf, et que selon le même procédé, leur sœur a été renommée Laure-Odile Etabivet. Se faisant passer pour deux médecins, puis pour des complices d'Olaf, Klaus et Prunille parviennent à la salle d'opération. Ils comprennent que la manœuvre vise en réalité à décapiter leur sœur, tout en faisant passer le meurtre pour un accident. Pire, ce sont eux qui sont chargés de la tâche.
Finalement, les orphelins sont reconnus et poursuivis par le personnel de la clinique, les patients et les Volontaires ainsi qu'une foule de journalistes qui les prennent tous pour des assassins. Dans le même temps, Olaf a mis le feu aux archives, feu qui se propage dans tout l'établissement. Poursuivis dans le service de Bobologie par le plus imposant des sbires d'Olaf, les trois enfants réussissent à quitter la clinique grâce à une invention de Violette composée d'élastiques et d'une boîte de soupe, pendant que leur poursuivant meurt dans l'incendie.
Dans la confusion qui s'ensuit, les orphelins se cachent dans le coffre de la voiture du comte Olaf et s'embarquent pour une destination inconnue.

## Commentaires

### Anagrammes
Parcourant une liste de noms, un des personnages s'écrie que tous ont l'air d'être des anagrammes. Le fait que la plupart sont en effet des anagrammes de noms et mots relatifs à la série. Ruth Dërcroump est l'anagramme de Rupert Murdoch, à l'époque dirigeant de News International, propriétaire de Harpercollins (la maison d'édition publiant la série aux États-Unis ; Al Brisnow forme Lisa Brown, épouse de l'auteur ; Eriq Bluthetts, Brett Helquist, l'illustrateur. On trouvera aussi Ned H.Rirger, anagramme de Red Herring (en anglais, leurre au sens de poisson et piège - référence au sixième tome) ; Monty Kensicle, auteur du Petit Lutin Rose et anagramme de Lemony Snicket ; Linda Rhaldeen, critique de théâtre et anagramme de Daniel Handler. Enfin Carrie E.Abelabudite forme Béatrice Baudelaire ; il s'agissait d'un indice laissé pour les lecteurs les plus attentifs, présageant l'ultime révélation de la série. Les autres noms de la liste sont des variantes de Violette Baudelaire avec quelques lettres de différence.

## Adaptation
En 2018, la série télévisée Les Désastreuses Aventures des Orphelins Baudelaire adapte le roman dans le septième et huitième épisodes de la deuxième saison.